# 上海萬國紅十字會
上海萬國紅十字會（英語：Shanghai Cosmopolitan Red Cross），1904年3月10日由富商沈敦和於中國上海租界成立的民間慈善組織，隨後擴展到中國各地，形成許多支會。成員由中国富人和生活在中国的著名西方人构成，1910年由清朝政府統一各地支會，成立大清紅十字會。為中國紅十字會與中華民國紅十字會的前身。

## 歷史
1904年，在中国东北地区發生日俄戰爭，3月3日，中國通商銀行總董沈敦和，發起東三省紅十字普濟善會，希望能救助在東北地區的災民，但因缺少國際法依據，無法進入戰區。3月10日，盛宣懷透過傳教士李提摩太，邀集上海租界中各國領事與富商，仿效瑞士紅十字會的章程與組織，成立上海萬國紅十字會。希望利用國際力量，讓交戰國雙方依日內瓦公約，讓萬國紅十字會進入戰區救援。萬國紅十字會以董事會為最高機構，由45名董事组成，在當中又推選出9名辦事董事，其中7名外國租界董事，有李提摩太、英租界總董、法租界總董等人，2名華人董事，沈敦和列名其中。上海萬國紅十字會為民間組織，清朝政府並未正式介入。
沈敦和用红十字会的中立性作为盾牌，带人进入日俄交战地区救护被困在里面的中国平民百姓。沈敦和创建的红十字组织是由中国富人和生活在中国的著名西方人构成。这个新的红十字会在政府官员、中国精英分子、西方医务工作者支持下，在中国东北救援了超过25万人。
洪水、饥荒、火灾缠绕着20世纪上半叶的中国，除此之外，还有突然爆发的内战。在日俄战争后，萬國紅十字會快速成長，提供和平时期的救济，救助不断发生的自然灾害。
1906年，在旧金山发生地震和火灾，摧毁了城市，造成了3,000人死亡。上海萬國紅十字會为旧金山捐献了20,000两白银。7月6日清朝政府派遣駐英公使張德彝簽署日內瓦公約，中國正式成為日內瓦公約成員國。
1907年，上海萬國紅十字會改組，排除外國董事，由呂海寰任會長，改名大清國紅十字會。1908年，因瘟疫流行，在上海設立時疫醫院。
1909年，呂海寰與吳重熹上疏清廷，請旨立案，希望以中國紅十字會為名。1910年2月，上諭：「吕海寰等奏，酌擬中國紅十字會試辦章程請立案一折，著派盛宣懷担任紅十字會會長，余依議。」，清廷派遣盛宣懷為會長。在盛宣懷上任之前，致書呂海寰，希望將上海萬國紅十字會改名為大清紅十字會，並納入民政部管理。上海萬國紅十字會因此改名為大清紅十字會，由民間組織轉型為官辦組織。
1911年，辛亥革命爆發，大清紅十字會再度改名為中國紅十字會。